# Jan Heida
Jan Heida, (Scharsterbrug 20 september 1953), was een langebaanschaatser van Hardrijders Club Heerenveen HCH. Hij trainde onder Piet Venema in de Friese jeugdselectie en werd op 21 februari 1973 in Assen Wereldkampioen bij de Junioren. Dat jaar reed hij in Inzell een juniorenrecord 16.08,8. Een jaar later haalde hij een record puntentotaal van 166.315 op de kleine meerkamp. Na zijn carrière reed Heida marathons. Zijn jongere zus Marja Heida won dat jaar een zilveren medaille op het NK Junioren. De boerenzoon werkte in Balk als taakverlichter voor mede onderwijzer-schaatser Eppie Bleeker. Hij verhuisde later naar Zwolle.

## Resultaten
| Jaar | NK kortebaan | NK Junioren B | NK Junioren A | WK Junioren | NK allround | EK allround | WK allround | WK sprint |
| ---- | ------------ | ------------- | ------------- | ----------- | ----------- | ----------- | ----------- | --------- |
| 1972 |              |               | 14            |             |             |             |             |           |
| 1973 |              |               |               | Goud        |             |             |             |           |
| 1974 |              |               |               |             | 11          |             |             |           |
| 1975 |              |               |               |             | 13          |             |             |           |
| 1976 |              |               |               |             |             |             |             |           |
| 1977 |              |               |               |             | 6           |             |             |           |
| 1978 |              |               |               |             |             |             |             | 4         |

## WK Junioren 1973
klassement : 182,821
| afstand | tijd    | plaats |
| ------- | ------- | ------ |
| 500 m   | 0.42,26 | 5      |
| 1.500 m | 2.15,99 | 1      |
| 3.000 m | 4.40,48 | 4      |
| 5.000 m | 8.04,84 | 3      |

## Persoonlijke records
| Afstand      | Tijd    | Datum            | Baan            |
| ------------ | ------- | ---------------- | --------------- |
| 500 meter    | 40,05   | 19 februari 1978 | Eindhoven       |
| 1000 meter   | 1.21,54 | 19 februari 1978 | Eindhoven       |
| 1500 meter   | 2.05,5  | 23 december 1976 | Innsbruck       |
| 3000 meter   | 4.28,6  | 22 december 1976 | Innsbruck       |
| 5000 meter   | 7.49,24 | 18 november 1979 | Karl-Marx-Stadt |
| 10.000 meter | 16.08,8 | 20 februari 1973 | Inzell          |